# Jul' Maroh
Jul Maroh (Lens, 1985) è un fumettista francese.

## Biografia
Dopo la maturità in arti applicate ottenuta all'ESAAT di Roubaix, Jul Maroh ha continuato i suoi studi a Bruxelles, dove ha ottenuto due diplomi, uno in arti visive (opzione fumetto) all'Institut Saint-Luc e uno in litografia/incisione all'Académie Royale des Beaux-Arts. Dal 2008 al 2010 ha animato un blog di fumetto con lo pseudonimo di Djou. Persona apertamente transgender e nonbinary, ha creato, tra gli altri, il romanzo grafico Il blu è un colore caldo, vincitore del premio del pubblico al Festival d'Angoulême 2011.

## Opere
- Corpi Sonori
- Il blu è un colore caldo, Glénat, Fauve Fnac SNCF - Prix du Public al Festival_d'Angoulême_2011[5] e adattato al cinema dal regista Abdelatif Kechiche con il titolo La vita di Adele (Palma d'oro al festival di Cannes 2013[6][7]).
- Skandalon, Glénat, 2013[8].
- City & Gender, La Boîte à Bulle, 2015
- You brought me the ocean, DC Comics, 2020